# Jackie McLean
Jackie McLean, właśc. John Lenwood McLean Jr. (ur. 17 maja 1931 w Nowym Jorku, zm. 31 marca 2006 w Hartford) – amerykański saksofonista i kompozytor jazzowy. Laureat NEA Jazz Masters Award 2001.
Znany ze współpracy z takimi muzykami jak Tina Brooks, Larry Willis, Miles Davis, Herbie Hancock, Bill Hardman, Ray Draper, Tony Williams, Jack DeJohnette, Paul Chambers, Lenny White, Michael Carvin, Carl Allen, Donald Byrd, Sonny Clark, Ornette Coleman, Dexter Gordon, Billy Higgins, Freddie Hubbard, Grachan Moncur III oraz Mal Waldron.

## Dyskografia
Prestige Records
- The New Tradition
- 4, 5 and 6
- Lights Out!
- Jackie’s Pal
- McLean’s Scene
- Jackie McLean and Co.
- A Long Drink of the Blues
- Strange Blues
- Makin’ the Changes
- Alto Madness

Blue Note
- New Soil (1959)
- Swing, Swang, Swingin’ (1960)
- Capuchin Swing (1960)
- Jackie’s Bag (1961)
- Bluesnik (1961)
- A Fickle Sonance (1962)
- Let Freedom Ring (1962)
- Vertigo (1963)
- One Step Beyond (1963)
- Destination… Out! (1963)
- It’s Time! (1964)
- Action (1964)
- Right Now! (1965)
- Jacknife (1965)
- Demon’s Dance (1967)
- New and Old Gospel (1968)
- ’Bout Soul (1969)

SteepleChase
- Ode to Super (1973)
- New York Calling (1974)
- Dr. Jackle (1979; nagrany w 1966)
- Contour (1980)
- Dynasty (1990)
- Nature Boy (2000)